# Peter Kalmus
Peter Kalmus (nacido el 9 de mayo de 1974) es un científico y escritor estadounidense afincado en Altadena, California. Es científico de datos en el Laboratorio de Propulsión a Reacción de la NASA y científico asociado de proyectos en el Instituto Conjunto de Ciencia e Ingeniería del Sistema Terrestre Regional de la UCLA. Además de su trabajo científico, es autor del libro Being the Change: Live Well and Spark a Climate Revolution. Un documental del mismo título complementa el libro. Además de escribir artículos sobre el cambio climático, es el fundador del sitio web noflyclimatesci.org y cofundador de la aplicación Earth Hero: Climate Change.

## Educación y carrera profesional
Kalmus estudió en la Universidad de Harvard, donde se licenció en física en 1997. En Harvard, utilizó la espectrometría por transformada de Fourier para descubrir y clasificar los espectros rotacionales cuánticos de varios poliacetilenos que posteriormente se encontraron en las nubes interestelares. A continuación, enseñó física en un instituto de Massachusetts y escribió programas informáticos en la ciudad de Nueva York. En 2004 se matriculó en la escuela de posgrado de la Universidad de Columbia y se doctoró en física en 2008. Su trabajo de doctorado consistió en la búsqueda de ondas gravitacionales como miembro de la Colaboración Científica LIGO (tesis: "Gravitational Waves Associated with Soft Gamma Repeater Flares"). Continuó su trabajo con LIGO como becario postdoctoral en el Instituto Tecnológico de California, dirigiendo importantes búsquedas de ondas gravitacionales en magnetares, estallidos de rayos gamma y supernovas, y contribuyendo a la calibración precisa de los observatorios de ondas gravitacionales del mundo.

## Investigación
Tras centrarse en el trabajo relacionado con LIGO durante varios años, Kalmus pasó a centrarse en la ciencia de la tierra y el clima. Las investigaciones recientes de Kalmus se centran en la física de las nubes, concretamente en la mejora de la comprensión básica de los estratocúmulos marinos y de las condiciones meteorológicas convectivas severas, como los tornados, con el objetivo de mejorar las proyecciones sobre cómo cambiarán estos fenómenos a medida que se caliente el planeta, utilizando datos de teledetección, datos in situ y modelos. Los estratocúmulos marinos reflejan la luz solar entrante, enfriando el planeta, y son difíciles de modelar con precisión en los modelos climáticos; esto los convierte en una fuente importante de incertidumbre en las proyecciones climáticas.
Un hilo conductor de sus investigaciones es la mejora de la utilidad de las observaciones de la Tierra por satélite. Su trabajo sobre el clima severo desbloquea el potencial de los satélites de órbita polar para observar los entornos convectivos que cambian rápidamente mediante el uso de modelos de trayectoria de paquetes de aire para abarcar la brecha temporal entre el sobrepaso del satélite y la iniciación convectiva. Ha utilizado datos in situ de una campaña basada en barcos para corregir el sesgo de la recuperación de lluvia cálida de CloudSat. También utiliza datos in situ para validar los datos del instrumento AIRS en el satélite Aqua.
Recientemente, Kalmus ha empezado a trabajar en el incipiente campo de la previsión ecológica. Es el investigador principal de una subvención de la NASA para estudiar el futuro previsto de los arrecifes de coral del mundo con mayor precisión y resolución. Los arrecifes de coral están sucumbiendo rápidamente a las olas de calor y a la acidificación de los océanos.
Es coautor de más de 100 artículos científicos revisados por pares en física y ciencias de la Tierra, la mayoría de ellos procedentes de su anterior participación en la Colaboración LIGO.

## Activismo y compromiso público
Kalmus es un divlgador científico cuyos esfuerzos se centran en cambiar la cultura de la aceptación de los combustibles fósiles. Tuitea como @ClimateHuman y desde abril de 2022 es el científico del clima más seguido en Twitter. Se centra en particular en animar a las ciencias de la Tierra y a otras comunidades académicas a hablar con mayor urgencia sobre la necesidad de la acción climática.
Ha aparecido en muchos medios de comunicación, como Mother Jones, PRI's The World, CBC Radio, Deutsche Welle, BuzzFeed, The Intercept y Quartz, y a menudo habla de la necesidad de una movilización climática inmediata y masiva y de cómo los individuos pueden "votar" por esta movilización a través de sus acciones, tanto a través del activismo como de la reducción de emisiones. Con frecuencia habla de la necesidad de una política de tasas y dividendos del carbono como parte de la movilización, en la que el combustible fósil se vuelve cada vez más costoso a medida que la tasa del carbono aumenta cada año y el 100% de los ingresos netos se devuelve equitativamente a la gente, haciendo que la política sea fiscalmente progresiva.
Kalmus vive con aproximadamente una décima parte del combustible fósil del estadounidense medio. Dice que esto ha hecho que su vida sea más satisfactoria y significativa. En 2010, Kalmus se dio cuenta de que volar en avión suponía aproximadamente el 3⁄4 de sus emisiones de gases de efecto invernadero, y no ha volado en avión desde 2012. Kalmus cree que cualquiera puede contribuir al cambio cultural modelando de forma llamativa el cambio que debe producirse. Ha declarado que, al "predicar con el ejemplo", su defensa se ha vuelto más eficaz.
Kalmus es columnista y colaborador habitual de la revista YES! Sus escritos también han aparecido en The Guardian, Eos, The Washington Post y Grist.
El 14 de septiembre de 2019, Kalmus tuiteó "Nunca te rindas" e hizo referencia a su último artículo, "Cómo vivir con la crisis climática sin convertirse en un nihilista".
Kalmus se ha asociado con el Movimiento por un Partido del Pueblo, una organización progresista que se posiciona como alternativa al Partido Demócrata o al Republicano. Tras el primer debate presidencial de las elecciones de 2020, Kalmus participó en una respuesta de cuatro personas al debate.
A finales de 2021 Kalmus comparó sus propias experiencias de lucha por un mayor reconocimiento del problema climático con las de los dos astrónomos de ficción retratados en la comedia Don´t Look Up. También compara los acontecimientos absurdos de esa película con una serie de sucesos igualmente absurdos y elusivos en nuestro propio mundo.

### Detención en el edificio de JP Morgan Chase
El 6 de abril de 2022, Kalmus fue detenido, junto con un físico, un ingeniero y un profesor de ciencias por encadenarse a la puerta del edificio de JP Morgan Chase en Los Ángeles, en protesta por las inversiones del banco en nuevos proyectos de combustibles fósiles. En un artículo publicado en The Guardian en abril de 2022, Kalmus abogó por la desobediencia civil tras la publicación del informe final del Grupo de Trabajo III del IPCC. En el artículo, Kalmus dice: "Es ahora la undécima hora y me siento aterrado por mis hijos, y aterrado por la humanidad. [...] Pero seguiré luchando todo lo que pueda por esta Tierra, no importa lo mal que se ponga, porque siempre puede empeorar".

### MovimientoVolar Menos
Kalmus es el fundador del sitio web noflyclimatesci.org y una de las principales voces del movimiento #FlyingLess. Está presionando para que la Unión Geofísica Americana apoye a los científicos de la Tierra que decidan volar menos por motivos climáticos, con opciones de participación a distancia en las conferencias.

### Huelga escolar por el clima
Kalmus fue uno de los principales organizadores de dos cartas escritas en apoyo de los jóvenes en huelga escolar, una de científicos de la Tierra de Estados Unidos y otra de académicos internacionales. Sus dos hijos hacen huelga escolar regularmente los viernes desde 2018 como parte del movimiento Fridays for Future.

### Héroe de la Tierra
Para ayudar a los usuarios a hacer un seguimiento de las emisiones de carbono, Kalmus cofundó la aplicación para teléfonos inteligentes Earth Hero, que ayuda a los usuarios a reducir sus emisiones, a cambiar la cultura con sus reducciones, y luego les ayuda a participar en otras formas de activismo climático, como la protesta y la desobediencia civil.

## Premios y reconocimientos
Kalmus ha ganado numerosos premios tanto por su ciencia como por su activismo. Ha recibido la Medalla a la Trayectoria Profesional Temprana de la NASA y tres premios Voyager del Laboratorio de Propulsión a Reacción por su trabajo en Ciencias de la Tierra. También ha recibido el premio inaugural Transition US Walking the Talk. Es becario de "Grist 50" de 2018, uno de los diez becarios de 2018 clasificados como "Visionarios".
Su libro Ser el cambio: Vivir bien y desencadenar una revolución climática, ganó el premio IPPY al mejor libro del año, el Nautilus Book Award (en 2017) y el Foreword Indies Book Award (en 2017).